# Amory
Amory és una població dels Estats Units a l'estat de Mississipi. Segons el cens del 2000 tenia 6.956 habitants.

## Demografia
Segons el cens del 2000, Amory tenia 6.956 habitants, 2.876 habitatges, i 1.903 famílies. La densitat de població era de 358,1 habitants per km².
Dels 2.876 habitatges en un 30,6% hi vivien nens de menys de 18 anys, en un 43,8% hi vivien parelles casades, en un 19,3% dones solteres, i en un 33,8% no eren unitats familiars. En el 31,7% dels habitatges hi vivien persones soles el 15,7% de les quals corresponia a persones de 65 anys o més que vivien soles. El nombre mitjà de persones vivint en cada habitatge era de 2,36 i el nombre mitjà de persones que vivien en cada família era de 2,97.
Per edats la població es repartia de la següent manera: un 25,9% tenia menys de 18 anys, un 8% entre 18 i 24, un 25% entre 25 i 44, un 22,5% de 45 a 60 i un 18,7% 65 anys o més.
L'edat mediana era de 38 anys. Per cada 100 dones de 18 o més anys hi havia 75,3 homes.
La renda mediana per habitatge era de 28.789 $ i la renda mediana per família de 37.891 $. Els homes tenien una renda mediana de 30.913 $ mentre que les dones 21.356 $. La renda per capita de la població era de 14.092 $. Entorn del 17,1% de les famílies i el 20,7% de la població estaven per davall del llindar de pobresa.

## Poblacions més properes
El següent diagrama mostra les poblacions més properes.